# 十亩地镇
十亩地镇，是中华人民共和国陕西省汉中市佛坪县一个已撤销的乡级行政区，2015年，陕西省民政厅批复同意撤销十亩地镇，将其所辖行政区域划归大河坝镇。